# Олдз Темур-хан
Олдз (Олдзей) Темур-хан или Олег-хан (1379 —1412) — 9-й великий каган Монгольського ханства в 1403—1412 роках.

## Життєпис

### Боротьба за владу
Походив з гілки Хубілаїдів династії Чингізидів. Син кагана Нігулесугчі-хана. При народженні отримав ім'я Буняшир (Пун'яшир). У 1399 році після загибелі батька разом з родиною втік до східної Монголії. У 1400—1402 роках спільно зі старшим братом Гун Темур-ханом брав участь у війні проти ойратів. У 1402 році після загибелі останнього й захоплення влади Оруг Темур-ханом втік до чагатайського аміра Тимура.
Деякий час мешкав у Самарканді при дворі аміра, де прийняв іслам. У 1403 році в Бешбалику оголосив себе каганом Монгольської держави і розпочав війну проти Оруг Темур-хана. Більшість монгольських нойонів, незадоволених самовладдям ойратів, визнали верховну владу Буняшира. Невдовзі війська останнього завдали поразки ойратам. Буняшир відновив титул імператора династії Юань. Водночас став вести перемовини щодо спільного походу з чагатайським аміром Тамерланом проти Китаю. Останній вирушив 1404 року у похід, але 1405 року раптово помер, що зруйнувало усі плани.
Водночас боротьба Олдз Темур-хана проти Оруг Темур-хана тривала до 1408 року, коли того було вбито своїм прихильником Аргутаєм. Лише після цього відбулася офіційна церемонія сходження на трон буняшира, що прийняв ім'я Олдз Темур-хана.

### Каган
Поразка ойратів, що дотримувалися загалом мирних відносин з Китаєм, спричинила конфлікт Монголії з династією Мін. Безпосереднім приводом до війни стало те, що у 1409 році за наказом Олдз Темура-хана був страчений китайський посол. У відповідь китайський імператор уклав військовий союз з ойратами, надавши трьом їхнім нойонам — Батулі (в китайців - Махаму або Бахаму), Тайпіну і Байболо титули шунь-нін-вана, сянь-і-вана й ань-ле-вана відповідно. У тому ж 1409 році ойратська армія під проводом Батули перемогло військо хана Олдз Темура-хана. Східні монголи були відтіснені за річку Керулен.
У тому ж році мінський імператор Чен-цзу організував великий військовий похід до Монголії. 100-тисячна китайська армії під командуванням Цю Фу атакувала володіння Олдз Темур-хана. Втім війська монголів біля річки Керулен оточили ворога, який невдовзі був повністю переможений. Загинули майже всі китайські воєначальники.
Навесні 1410 року мінський імператор вирішив особисто очолити китайську армію в новому поході проти Монгольського ханства. Тим часом хан Олдз Темур-хан посварився зі своїм головним воєначальником Аргутаєм. Олдз Темура-хан і Аргутай розділили свої сили. Скориставшись цим, китайський імператор рушив проти кагана, якого переслідував до річки Онон. У червні того року тут китайці завдали нищівної поразки Олдз Темур-хану, захопили його обоз і худобу. На зворотному шляху китайський імператор зустрів військо під командуванням Аргунтая, який відмовився укласти перемир'я, тому атакований й переможений китайцями.
Ледве вцілілий каган зміг втекти, але 1412 року був розбитий біля Керулену, схоплений і вбитий ойратським тайшею Батулой. Ойрати під проводом останнього в 1412 році звели на каганський трон Делбег-хана, сина Олдз Темура-хана.